# Махамбет (Атырауская область)
Махамбет — село в Казахстане, административный центр Махамбетского района Атырауской области и Махамбетского сельского округа. Село расположено на правом берегу реки Урал и в 67 км к северу от областного центра — города Атырау.

## История
Станица Яманхалинская входила в 3-й Гурьевский военный отдел Уральского казачьего войска.
В селе родился, жил и умер Герой Советского Союза Георгий Канцев. Академик НАН Казахстана, геолог Муфтах Диаров также родился и вырос здесь.

## Население
| Численность населения | Численность населения | Численность населения | Численность населения | Численность населения | Численность населения | Численность населения | Численность населения |
| 1839                  | 1862                  | 1915                  | 1939                  | 1959                  | 1970                  | 1979                  | 1989                  |
| --------------------- | --------------------- | --------------------- | --------------------- | --------------------- | --------------------- | --------------------- | --------------------- |
| 291                   | ↗447                  | ↗1161                 | ↗2722                 | ↗2960                 | ↗4633                 | ↗5549                 | ↗7861                 |
| 1999                  | 2009                  | 2019                  |                       |                       |                       |                       |                       |
| ↘6685                 | ↗8012                 | ↗9693                 |                       |                       |                       |                       |                       |

В 1999 году население села составляло 6685 человек (3191 мужчина и 3494 женщины). По данным переписи 2009 года, в селе проживало 8012 человека (3854 мужчины и 4158 женщин).
На начало 2019 года, в селе проживало 9693 человека (4706 мужчин и 4987 женщин).

## Экономика
Добыча нефти. добыча солей газов поваренной соли